# Eurya subintegra
Eurya subintegra är en tvåhjärtbladig växtart som beskrevs av Clarence Emmeren Kobuski. Eurya subintegra ingår i släktet Eurya och familjen Pentaphylacaceae. Inga underarter finns listade i Catalogue of Life.